# Ведомости Верховного Совета СССР
«Ве́домости Верхо́вного Сове́та Сою́за Сове́тских Социалисти́ческих Респу́блик» — официальное еженедельное печатное издание Верховного Совета Союза ССР.
Периодическое издание начало выходить в свет в соответствии с Постановлением Президиума Верховного Совета СССР от 24 января 1938 года «Об издании „Ведомостей Верховного Совета СССР“ — органа Верховного Совета СССР».
Издавалось в столице СССР Москве с 7 апреля 1938 года. Первые 16 лет выпускались в виде газеты (формат A2), с 20 января 1954 года — как бюллетень журнального формата (70×108@⁄16) на языках союзных республик. В «Ведомостях» публиковались законы СССР, постановления Верховного Совета СССР, указы и постановления нормативного характера Президиума Верховного Совета СССР; договоры, соглашения и конвенции, заключённые Союзом ССР с иностранными государствами и ратифицированные Верховным Советом СССР; указы Президиума Верховного Совета СССР о присвоении званий и награждении орденами и медалями СССР; информационные материалы о работе Верховного Совета СССР и его палат, их постоянных комиссий, Президиума Верховного Совета СССР, об избрании и отзыве депутатов Верховного Совета СССР; о вручении верительных грамот послами иностранных государств председателю Президиума Верховного Совета СССР; о деятельности Парламентской группы Верховного Совета СССР, об изменениях в административно-территориальном делении союзных республик и др.
Аналогичные «Ведомости» издавались Верховными Советами всех союзных республик.
Последний номер «Ведомостей» вышел 25 декабря 1991 года, после чего издание было прекращено вместе с упразднением Верховного Совета СССР.

## Языки издания
- с 1938 года с первых номеров выпускается на всех основных языках союзных республик[1].
- «С 5 января 1941 г. редакция приступает к изданию „Ведомостей Верховного Совета СССР“ на финском, молдавском, эстонском и латышском языках»[2] — в связи с созданием Карело-Финской ССР и включением Прибалтики и Бессарабии в состав СССР.

## Издательство
Редакция «Ведомости Верховного Совета СССР» (1938—1960). В первые годы называлось «Ведомости Верховного Совета РСФСР».
Образована постановлением Президиума Верховного Совета СССР 24 января 1938 года. На неё было возложено издание официального органа Верховного Совета СССР — газеты «Ведомости Верховного Совета СССР».
Постановлением Президиума Верховного Совета СССР 11 марта 1960 года была образована Группа опубликования и переводов в составе канцелярии Президиума Верховного Совета СССР для опубликования актов Верховного Совета на русском языке. Опубликование актов на языках других союзных республик было возложено на сами республики. Этим же постановлением была упразднена Редакция «Ведомостей».